# Epidermale naevus
Een epidermale naevus is een aangeboren huidafwijking. Het is een hamartoom, een aangeboren teveel aan een bepaald celtype - in dit geval opperhuidcellen. Het ziet eruit als een ruwe, verheven, scherp afgegrensde plaque (vlakke "bult"). Vaak is de kleur donkerder dan de omringende huid. Hoewel aangeboren, kunnen epidermale naevi soms pas in de puberteit zichtbaar worden, bijvoorbeeld doordat apocriene klieren en talgklieren zich gaan ontwikkelen als gevolg van geslachtshormonen. Dergelijke klieren worden gevormd door cellen van de opperhuid die zich gespecialiseerd (= gedifferentieerd) hebben.

## Types
Er worden verschillende typen epidermale naevus onderscheiden:
- Naevus verrucosus: bestaat uit te veel gewone huid, verruceus= wrat-achtig.
- Naevus sebaceus: bestaat uit te veel talgklieren.
- Eccriene naevus: bestaat uit te veel zweetklieren.
- Naevus comedonicus: bestaat uit te veel haarzakjes, die mee-eters vormen.
- ILVEN: Inflammatory Linear Verrucous Epidermal Nevus. Deze epidermale naevus wordt gekenmerkt door spontane ontsteking ("inflammatory") en een langgerekte vorm ("lineair"), vaak volgens de lijnen van Blaschko.